# Бељевина
Бељевина је насељено место у саставу општине Ђурђеновац у Осјечко-барањској жупанији, Република Хрватска.

## Историја
До територијалне реорганизације у Хрватској налазила се у саставу старе општине Нашице.

## Становништво
На попису становништва 2011. године, Бељевина је имала 712 становника.

## Попис1991.
На попису становништва 1991. године, насељено место Бељевина је имало 1.091 становника, следећег националног састава:
| Попис 1991.‍   | Попис 1991.‍  | Попис 1991.‍ | Попис 1991.‍ | Попис 1991.‍ |
| ------------- | ------------ | ----------- | ----------- | ----------- |
|               |              |             |             |             |
| Хрвати        | Хрвати       |             | 1.063       | 97,43%      |
| Словаци       | Словаци      |             | 3           | 0,27%       |
| Албанци       | Албанци      |             | 2           | 0,18%       |
| Муслимани     | Муслимани    |             | 2           | 0,18%       |
| Срби          | Срби         |             | 2           | 0,18%       |
| Југословени   | Југословени  |             | 1           | 0,09%       |
| Македонци     | Македонци    |             | 1           | 0,09%       |
| Немци         | Немци        |             | 1           | 0,09%       |
| Словенци      | Словенци     |             | 1           | 0,09%       |
| неопредељени  | неопредељени |             | 3           | 0,27%       |
| непознато     | непознато    |             | 12          | 1,09%       |
| укупно: 1.091 |              |             |             |             |